# Ribécourt-Dreslincourt
Ribécourt-Dreslincourt é uma comuna francesa na região administrativa de Altos da França, no departamento de Oise. Estende-se por uma área de 12,98 km². Em 2010 a comuna tinha 3 898 habitantes (densidade: 300,3 hab./km²).